# Moroziwka (obwód charkowski)
Moroziwka (ukr. Морозівка) – wieś na Ukrainie, w obwodzie charkowskim, w rejonie iziumskim. W 2024 liczyła 467 mieszkańców.